# Kazys Grinius
Kazys Grinius (ur. 17 grudnia 1866 w Selemos Būda w gubernia augustowska, zm. 4 czerwca 1950 w Chicago) – litewski polityk, założyciel ruchu ludowego, agrarysta, wieloletni minister i przez krótki okres prezydent Litwy.
Urodził się w dobrze sytuowanej rodzinie chłopskiej. Po ukończeniu gimnazjum w Mariampolu rozpoczął studia medyczne na Uniwersytecie Moskiewskim, tutaj nawiązał kontakty z nielegalnym litewskim ruchem niepodległościowym. W 1888 roku wraz z Kudirką, Leonasem i Palukaitisem organizował pierwszy „Kongres Litewskich Demokratów” w Mariampolu. Był założycielem gazet Varpas („Dzwon”) i Ūkininkas („Rolnik”). W 1889 za uprawianie antypaństwowej działalności wśród studentów moskiewskich został skazany na 2 lata więzienia.
Po krótkim pobycie nad Morzem Kaspijskim jako lekarz osiedlił się w Mariampolu, gdzie praktykował swój zawód. Nawiązał tam kontakt z litewskimi socjaldemokratami, pisywał w tamtejszej prasie. W 1902 przygotowywał program polityczny dla Partii Demokratycznej. Jego dom w Suwałkach stał się przystanią dla lewicowo zorientowanych opozycjonistów. Za wstawiennictwem Griniusa udało się założyć pierwszy litewski teatr w Mariampolu oraz szkołę z wykładowym językiem litewskim. Pod presją urzędników carskich wraz z rodziną musiał opuścić rodzinne miasto i osiedlić się w Wilnie. Zajmował się tutaj pracą dziennikarską, pisywał do gazet związanych z ludowcami, wydawał broszury polityczne. Po powrocie do Mariampola zaangażował się w działalność towarzystwa naukowego Šviesa („Światło”). W latach 1908–1910 znów przebywał w Wilnie pod wnikliwym okiem carskiej policji. Rok później zorganizował w Mariampolu pierwszą wystawę rolniczą na Litwie. Podczas wojny przebywał w dalekiej części Rosji (Kisłowodzk), gdzie w 1918 roku bolszewicy zabili mu żonę i córkę.
W 1919 powrócił do kraju gdzie wybrano go do Sejmu-Konstytuanty. Przez dwa lata był wicepremierem w rządzie nacjonalistów (1920-22). Od 1922 szefował departamentowi medycznemu w kowieńskim magistracie. Na wiosnę 1926 po wygranej partii lewicowych w wyborach do Sejmasu wyniesiony przez parlament na urząd prezydenta, szybko obalony jednak w wyniku puczu wojskowego.
Powrócił do pracy w magistracie. Pomagał w zakładaniu organizacji opieki nad matką i dzieckiem. Podczas okupacji niemieckiej 1941-1944 wspierał ugrupowania antyfaszystowskie, protestował przeciw masakrze dokonywanej na Żydach, za co został wypędzony przez nazistów z Kowna. W obawie przed nacierającą armią czerwoną wycofał się do Niemiec wraz z rodziną (przebywał w obozie dla uchodźców w Hanau).
Na początku 1947 roku wyemigrował do USA. Na obczyźnie przygotowywał wydanie litewsko-amerykańskiego słownika terminów medycznych, brał aktywny udział w życiu emigracji litewskiej. Zmarł na obczyźnie.
8 października 1994 roku urna z jego prochami została przewieziona na Litwę i uroczyście pochowana w Selemos Būda.